# يو شان
يو شان هو أعلى جبل في تايوان بارتفاع يبلغ 3،952 متر فوق سطح البحر. تم وضع الجبل كخلفية لورقة الألف دولار تايواني.